# I due Foscari
I due Foscari (Os Dois Foscaris) é uma ópera em três atos de Giuseppe Verdi com libreto em italiano, de Francesco Maria Piave, baseado na historia de The Two Foscari de Lord Byron.
| Papel | Voz           | Estreia, 3 de novembro 1844 (Maestro: - ) |
| --- | ------------- | ----------------------------------------- |
| Francesco Foscari, Doge de Veneza | barítono      | Achille De Bassini                        |
| Jacopo Foscari, seu filho | tenor         | Giacomo Roppa                             |
| Lucrezia Contarini, esposa de Jacopo Foscari | soprano       | Marianna Barbieri-Nini                    |
| Jacopo Loredano, Membro do Conselho dos Dez | baixo         | Baldassare Miri                           |
| Barbarigo, Senador | tenor         | Atanasio Pozzolini                        |
| Pisana, confidente de Lucrezia | mezzo-soprano | Giulia Ricci                              |
| Atendante do Conselho dos Dez | tenor         |                                           |
| Servente do Doge | baixo         |                                           |
| Os membros do Conselho dos Dez e da Junta, Maidservants de Lucrezia, Veneziano Senhoras, multidão e mascarados homens e mulheres; e os dois filhos de Jacopo Foscari |               |                                           |

## Gravações Selecionadas
| Ano  | Cast (Francesco Foscari, Jacobo Foscari, Lucrezia, Loredano)           | Maestro, Sala de Ópera e Orquestra                           |                                                     |
| ---- | ---------------------------------------------------------------------- | ------------------------------------------------------------ | --------------------------------------------------- |
| 1951 | Giangiacomo Guelfi, Carlo Bergonzi, Maria Vitale, Pasquale Lombardo    | Carlo Maria Giulini, RAI Orchestra and chorus                | Audio CD :Warner Fonit Cat: 8573-83515-2            |
| 1977 | Piero Cappuccilli, José Carreras, Katia Ricciarelli, Samuel Ramey      | Lamberto Gardelli, ORF Symphony Orchestra and Chorus         | Audio CD: Philips Cat: 475-8697                     |
| 1988 | Renato Bruson, Alberto Cupido, Linda Roark-Strummer, Luigi Roni        | Gianandrea Gavazzeni, Teatro alla Scala Orchestra and Chorus | DVD (live performance): Opus Arte Cat: OA LS30007 D |
| 2000 | Leo Nucci, Vincenzo La Scola, Alexandrina Pendatchanska, Danilo Rigosa | Nello Santi, Teatro San Carlo Orchestra and Chorus           | DVD (live performance): TDK Cat:                    |